# Доњи Карајзовци
Доњи Карајзовци су насељено мјесто на подручју града Градишка, Република Српска, БиХ. Према попису становништва из 1991. у насељу је живјело 600 становника.

## Становништво
| Националност       | 1991.        | 1981.        | 1971.        |
| Срби               | 580 (96,66%) | 677 (95,08%) | 726 (97,71%) |
| Хрвати             | 4 (0,66%)    | 5 (0,70%)    | 4 (0,53%)    |
| Муслимани          | 0            | 0            | 1 (0,13%)    |
| Југословени        | 8 (1,33%)    | 23 (3,23%)   | 0            |
| остали и непознато | 8 (1,33%)    | 7 (0,98%)    | 12 (1,61%)   |
| Укупно             | 600          | 712          | 743          |

| Демографија | Демографија | Демографија |
| Година      | Становника  | Становника  |
| ----------- | ----------- | ----------- |
| 1961.       | 856         |             |
| 1971.       | 743         |             |
| 1981.       | 712         |             |
| 1991.       | 598         |             |